# Oberto I di Milano
Oberto I (... – 15 ottobre 975) è stato un nobile italiano di stirpe longobarda, membro più antico della dinastia obertenga, dal quale prende appunto il nome. Principe del Sacro Romano Impero e marchese di Milano, è il capostipite delle nobili famiglie italiane Cavalcabò, Este, Malaspina, Marchesi di Massa e Pallavicino.

## Biografia
Ottenne il titolo di Marchese di Milano dal 951. Il padre di Oberto era Adalberto il Margravio, visconte nel 940, del quale nient'altro è stato tramandato al di là del nome e del titolo.
Poco dopo aver assunto il titolo di Re d'Italia, Berengario di Ivrea riorganizzò i suoi territori a sud del Po, dividendoli in tre nuove marche (distretti di frontiera) che presero il nome dai rispettivi marchesi: la marca Aleramica da Aleramo del Monferrato, la marca Arduinica da Arduino il Glabro, e la marca Obertenga da Oberto. 

La marca Obertenga consisteva nella Liguria orientale ed era chiamata anche marca Januensis o Marca di Genova. Era formata dalla Toscana con le città di Genova, Luni, Tortona, Parma, e Piacenza.
Nel 960 Oberto dovette riparare in Germania. L'anno successivo, Papa Giovanni XII chiese a Ottone I di Germania di intervenire in Italia per proteggerlo da Berengario. Quando Ottone ebbe preso possesso dell'Italia, Oberto riuscì a ritornare nelle sue terre, con il titolo di Conte Palatino confermato dal re.
Gli succedette al titolo il figlio Adalberto I di Milano e in seguito il nipote Oberto II. 

Il bisnipote Alberto Azzo I fu il padre di Alberto Azzo II d'Este, che fondò la Casa d'Este; questo fatto fa di Oberto il capostipite della casa d'Este così come dei suoi rami, il Casato di Welfen e di Hannover.

## Discendenza
Oberto sposò una figlia del conte Suppone il Nero ed ebbero sei figli:
- Adalberto (~925 †1002);
- Oberto II (*? †1014), suo successore;
- Adalberto o Alberto di Parodi (*? †~1024), conte;
- Anselmo (*? †?);
- Guglielmo (*? †?), marchese da Cortona;
- Berta (*? †?), sposa di Oberto di Parma;
- Oberto Obizzo (*? †972).

## Tavola sintetica degli obertenghi
|                         |                         |                                   |                                   |                 |                               |                               |                        |                       |                       |                  |                                       |                                       |                                   |                                   |                              |                              |               |               |                       |                       |
|                         |                         |                                   |                                   |                 |                               |                               |                        |                       |                       |                  |                                       | Adalberto III *? † 951?               |                                   |                                   |                              |                              |               |               |                       |                       |
|                         |                         |                                   |                                   |                 |                               |                               |                        |                       |                       |                  |                                       |                                       |                                   |                                   |                              |                              |               |               |                       |                       |
|                         |                         |                                   |                                   |                 |                               |                               |                        |                       |                       |                  |                                       |                                       |                                   |                                   |                              |                              |               |               |                       |                       |
|                         |                         |                                   |                                   |                 |                               |                               |                        |                       |                       |                  |                                       | Oberto I *? † ante 15.X.975           |                                   |                                   |                              |                              |               |               |                       |                       |
|                         |                         |                                   |                                   |                 |                               |                               |                        |                       |                       |                  |                                       |                                       |                                   |                                   |                              |                              |               |               |                       |                       |
|                         |                         |                                   |                                   |                 |                               |                               |                        |                       |                       |                  |                                       |                                       |                                   |                                   |                              |                              |               |               |                       |                       |
|                         |                         |                                   |                                   |                 | Oberto II *? † post 1014/1021 | Oberto II *? † post 1014/1021 |                        |                       |                       |                  |                                       |                                       | Adalberto I *~925 † ante III.1002 | Adalberto I *~925 † ante III.1002 | Adalberto III *? † 1002/1011 | Adalberto III *? † 1002/1011 | Anselmo *? †? | Anselmo *? †? | Oberto Obizzo *? †972 | Oberto Obizzo *? †972 |
|                         |                         |                                   |                                   |                 |                               |                               |                        |                       |                       |                  |                                       |                                       |                                   |                                   |                              |                              |               |               |                       |                       |
|                         |                         |                                   |                                   |                 |                               |                               |                        |                       |                       |                  |                                       |                                       |                                   |                                   |                              |                              |               |               |                       |                       |
| Ugo *? † post 26.I.1037 | Ugo *? † post 26.I.1037 | Alberto Azzo I * 970, † ante 1018 | Alberto Azzo I * 970, † ante 1018 |                 |                               | Oberto Obizzo I *? †?         | Oberto Obizzo I *? †?  | Adalberto IV *? †1034 | Adalberto IV *? †1034 | Anselmo *? †1047 | Anselmo *? †1047                      | Oberto III *? †996                    | Oberto III *? †996                | Adalberto VI *? †1047             | Adalberto VI *? †1047        |                              |               |               |                       |                       |
|                         |                         |                                   |                                   |                 |                               |                               |                        |                       |                       |                  |                                       |                                       |                                   |                                   |                              |                              |               |               |                       |                       |
|                         |                         |                                   |                                   |                 |                               |                               |                        |                       |                       |                  |                                       |                                       |                                   |                                   |                              |                              |               |               |                       |                       |
|                         |                         | Alberto Azzo II *1009 †?1097      | Alberto Azzo II *1009 †?1097      |                 |                               | Alberto I ? †?                | Alberto I ? †?         | Adalberto V ? †?      | Adalberto V ? †?      |                  | Adalberto II Pallavicino *~980 †~1034 | Adalberto II Pallavicino *~980 †~1034 | Ugo ? †?                          | Ugo ? †?                          |                              |                              |               |               |                       |                       |
|                         |                         |                                   |                                   |                 |                               |                               |                        |                       |                       |                  |                                       |                                       |                                   |                                   |                              |                              |               |               |                       |                       |
|                         |                         |                                   |                                   |                 |                               |                               |                        |                       |                       |                  |                                       |                                       |                                   |                                   |                              |                              |               |               |                       |                       |
| Guelfo *? †1101         | Guelfo *? †1101         | Folco I *? †1128                  | Folco I *? †1128                  | Ugo *1060 †1131 | Ugo *1060 †1131               | Oberto Obizzo II *? †?        | Oberto Obizzo II *? †? |                       |                       |                  | · Pallavicino                         | · Pallavicino                         |                                   |                                   |                              |                              |               |               |                       |                       |
|                         |                         |                                   |                                   |                 |                               |                               |                        |                       |                       |                  |                                       |                                       |                                   |                                   |                              |                              |               |               |                       |                       |
|                         |                         |                                   |                                   |                 |                               |                               |                        |                       |                       |                  |                                       |                                       |                                   |                                   |                              |                              |               |               |                       |                       |
| · Welfen                | · Welfen                | · Marchesi d'Este                 | · Marchesi d'Este                 |                 |                               | · Malaspina                   | · Malaspina            |                       |                       |                  |                                       |                                       |                                   |                                   |                              |                              |               |               |                       |                       |